# M65 motorway
Der zwischen 1981 und 1997 für den Verkehr freigegebene M65 motorway (englisch für Autobahn M65) ist eine rund 41,5 km lange Autobahn in England, deren östlicher, gut 9 km langer Abschnitt (ab junction 10) vom Lancaster County Council betrieben wird. Er verbindet die Städte Preston und Blackburn und führt weiter nach Osten bis Colne.